# Društvo štovatelja baštine "Bez granica"
Udruga “Bez granica” je neprofitna organizacija osnovana s ciljem ocuvanja kulturne baštine Drenove te osnivanjem Zavičajnog muzeja Drenove kao okvira za realizaciju planiranih projekata. Kroz svoje programe i projekte udruga nastoji osigurati kvalitetno ukljucenje svih stanovnika Drenove a posebice najmlađih. Upisana je u Registar udruga Republike Hrvatske, na temelju clanka 14. stavka 3. i 4. zakona o udrugama na dan 14. svibnja 2012. pod registarskim brojem 08003617.

## Cilj osnivanja udruge
- Kroz prijateljsko druženje clanova Društva, unapredivati te organiziranjem prikupljanja sredstava pomagati uspostavu Zavicajnog muzeja Drenova kao ustanovi od posebnog kulturnog znacaja za mještane Drenove, Grad Rijeku i Republiku Hrvatsku,
  - promicanje djelatnosti Zavicajnog muzeja Drenova i pojedinih programa i priredbi, a u okviru poslovnog i privatnog djelovanja clanova Društva,
  - djelovanje u korist Zavicajnog muzeja Drenova koje je zasnovano na neprofitnim osnovama.
- Društvo u okviru svojih mogucnosti i zauzimanjem svojeg clanstva sudjeluje u brizi za kulturu, kulturni odgoj te izobrazbu mladeži,
  - pomoć u pronalaženju sponzora i donatora Zavicajnog muzeja Drenova,
  - pokroviteljstvo školovanja suradnika u zemlji i inozemstvu - stipendiranje.

## Djelatnosti društva
- prijateljsko druženje na sastancima clanova Društva,
- dogovaranje i organiziranje razlicitih kulturnih i karitativnih djelatnosti (koncerti, izložbe, dobrotvorne priredbe),
- promicanje ideje podupiranja projekata i programa Zavicajnog muzeja Drenova - Rijeka, te savjetovanje i pomaganje djelatnicima Zavicajnog muzeja Drenova u rješavanju tekucih poslova, na traženje odgovornih osoba Zavicajnog muzeja Drenova,
- savjetovanje pravnih i fizickih osoba – donatora i sponzora Zavicajnog muzeja Drenova oko preusmjeravanja sredstava namijenjenih Zavicajnom muzeju Drenova,
- promicanje i unapredivanje svih oblika suradnje s tijelima državne i lokalne uprave i samouprave i strucnim ustanovama na ostvarivanju ciljeva Društva,
- suradnja s drugim istovrsnim i slicnim udrugama u zemlji i inozemstvu, te svim drugim organizacijama, ustanovama, fizickim i pravnim osobama koja podupiru rad Društva,
- obavljanje drugih poslova koji doprinose ostvarivanju ciljeva osnivanja Društva utvrdenih Statutom.

## Motto društva
„Spoj ekologije, ugodnog života na mikrolokalnoj razini, kulturne produkcije i digitalnosti opcija je koja nas seli u XXI. stoljeće.“

## Nova paradigma povjesti i muzeji (izvadak iz programskog materijala udruge)
Unatoc širokom spektru modernih tehnologija, bogatim prezentacijskim mogucnostima, marketinškim inicijativama i kreativnim organizacijskim rješenjima, koji stoje na raspolaganju osnivacima/voditeljima suvremenih muzeja, temelj kvalitete i atraktivnosti i dalje cini "njegovo velicanstvo" sadržaj. U velikom stilu u trenutnim raspravama o kreativnim industrijama upravo se na sadržaj stavlja najveci naglasak i pažnja. Tako npr. iz smjera medijske industrije nakon ere "žutila" eksplodiralog širenjem interneta na scenu opet stupa struja s idejom da svoju publiku uz placanje konzumacije može naci samo kvalitetan sadržaj.
U ništa drugacijoj poziciji nisu ni muzeji poradi cega uloga povjesnicara - kao jedne od temeljnih karika u produkciji sadržaja - biva nanovo valorizirana i stavljena u prvi plan. Suvremeni povjesnicar nije više onaj osamljenih jahac Sartreovskog tipa koji osamljen i tužan u prostorijama arhiva, knjižnica (...) doživljava egzistencijalnu mucninu. Takoder, suvremeni povjesnicar nije više ni oružje politicke borbe kao što je bio slucaj posljednjih 150 godina, posebno u ovom našem podrucju koje u povijesnim sadržajima nailazilo legitimaciju ideoloških stremljenja i lutanja. Koncept "dogadajnice", povijesti koju zanima samo pozitivisticka "cinjenicna" slika stvarnosti takoder se je urušio pred naletom novih rješenja i inicijativa.
Afirmativnije govoreci suvremeni povjesnicar, posebno onaj potreban muzeju, pretvorio se u "lovca na price", licnost kombiniranu iz klasicnih karakteristika znatiželjnog novinara i spisatelja književnih romana, pri tom avanturistickog duha nalik fiktivnom, ali ilustrativnom, Indiani Jonesu. Kao nikada ranije od povjesnicara se traži poznavanje i upotrebljavanje modernih tehnologija cime je produkcijska mogucnost postigla nikad videnu razinu - nestalo je vrijeme u kojem je Ivan Kukuljevic Sakcinski po ugarskim arhivima morao doslovno krasti vrijedne diplome plemstva. Digitalni fotoaparat, videokamera, diktafon, elektronski citaci, tableti, alati za obradu dokumenata i teksta (...) nisu promijenili samo tehniku rada vec uzrokovali i dublji poremecaj u samoj klasicnoj metodološkoj paradigmi jer s vecim mogucnostima i brzinom otvorila se mogucnost potpuno novih pitanja, pristupa, teza ... 
Zavicajni muzej Drenova zamišljamo kao mjesto ciji povjesnicarski strucni suradnici slijede ideje suvremene historiografije ilustrirane kroz pristupe cetiri generacije legendarne francuske škole simbolizirane casopisom Annales i nizom tzv. kulturalnih povjesnicara. Rijec je o mash up-u heterogenih tendencija koje karakterizira izrazita interdisciplinarnost, pa se u istraživanju koriste antropologija, etnologija, sociologija, ekonomija, filozofija, demografija, psihologija (...). Kao predmet istraživanja smatra se Totalitet društvenih, životnih, ljudskih (...) fenomena na odredenom prostoru.  U radovima takvim povjesnicara nikakva slucajnosti nisu teme povijest smrti, suza, stidljivosti, mirisa, histerije, studije izmišljanju turizma i mora, slobodnog vremena, nelagodama jake buke...
Kroz poseban pravac ekohistorije bivaju problematizirani i istraživani odnosi covjeka i okoliša, povijest zagađenog i čistog zraka, pristupa uzgoju biljaka i sl. Povjesničarka Natalie Zemon Davis napisala je Povratak Martina Guerrea i Putovanja jednog lukavca: musliman između svjetova u 16. stoljeću kroz koje je na jedinstven način istražila i prezentirala religijske identitete i povijest svakodnevice, Carlo Ginzburg proslavio se djelom Sir i crvi u kojoj se zapitao o znanjima i ucenju jednog obicnog seljaka 16. stoljeca, Peter Gay kroz biografiju slavnog psihologa "Freud: A Life for Our Time" ilustrirao je istraživacki pristup povijesti koji i sam koristi spoznaje psihoanalize... Rijeci Natalie Zemon Davis možda najbolje ilustriraju dio povjesnicarskih tendencija:
Upravo kao jedan od odgovora na posljednji problem strahovit uzlet bilježi tzv. oralna historiografija kroz koju se istraživanja vrše uz pomoc živih svjedoka cija se sjecanja, dojmovi, mišljenja (...) o starijim povijesnim razdobljima podvrgavaju bilježenju, sustavnom ispitivanju i u konacnici interpretiranju. Jedan od glavnih hrvatskih entuzijasta u svezi ovakvim pristupima povijesti je poznati pulski povjesnicar Miroslav Bertoša koji je istražujuci razlicite istarske teme i sam ilustrirao dio pristupa. Ono što Bertoša zapaža o karakteru lokalne povijesti posebno je zanimljivo za projekte kao što je Zavicajni muzej Drenova:
	Teme lokalne drenovske povijesti koje treba uzdignuti na razinu "misaonih tokova nacionalne i europske znanosti", a u skladu s postavkama suvremene historiografije tek treba sustavno i kreativno promišljati. Upravo to ce biti jedan od zadataka Zavicajnog muzeja Drenova. Za sada možemo raspolagati s radnom "brainstorming" listom ideja:
- - "Bog, Newton i plug" - što je znanje i što je znao obican stanovnik Drenove 1876. godine
  - "Prva hrvatska pocetnica" - interdisciplinarna analiza Frankovicevog djela...
  - "Štap od ljeskovace u ruci" - pedagoška paradigma Ivana Cvetka u kontekstu hrvatskog obrazovnog sustava druge polovice XIX. st.
  - Drenovski "ples smrti" - "staro" i "novo" groblje kao konstantan (psiho)društveni fenomen i identitet
  - "Mi djeca s asfalta..." - sociološka studija kvartovskog odrastanja 70-ih i 80-ih godina XX. stoljeca u klasicnom planskom novom naselju
  - "Mama, ja sam u novinama" - tiskano medijska percepcija Drenove
  - Granica na papiru, granica u glavi - studije o nacinu života između dva svjetska rata uz prisilnu neprirodnu granicu
  - Partizani, fašisti, nacisti (...) - analiza ideoloških previranja u jednoj "mikro" sredini
  - Ekološka Drenova  - studija o povijesti okoliša i nastanku najzelenijeg rijeckog kvarta
  - Religioznost, seks i natalitet - interdisciplinarna studija o religioznosti na podrucju Drenove, te odnosu sa seksom i natalitetom
  - Mit i istina - analiza znacenja prici, legendi o Drenovi sacuvanih u Grohovcevim zapisima
  - "Ljudi krtice" - fenomenološka analiza bunkera i životu u njima
  - "Tete iz Brodokomerca..." - na jednom primjeru kvartovskog supermarketa analizirati fenomen razvoja nastanka rijeckog potrošaca novog doba, dobra prilika za opcenitiju studiju o fenomenu i ulozi Brodokomerca za koju nema razloga da ne bude upravo ekskluzivna u Zavicajnom muzeju Drenova...
  - Najstariji - serija analiza i audio/video razgovora s najstarijim stanovnicima Drenove

## Suradnja s drugim udrugama
U ostvarivanju svojih ciljeva udruga suraduje sa strucnim ustanovama (muzejima, gradskim vlastima te i drugim udrugama) koje se bave istom ili slicnom problematikom, te je otvorena za udruživanje u slicne asocijacije i udruge istog profila u zemlji i inozemstvu.

## Vanjske poveznice
- Bez granica